# أرمينبريس
أرمينبريس ((بالأرمنية: Արմենպրես)‏ هي أقدم وكالة أنباء حكومية في أرمينيا.

## التاريخ
تأسست أرمينبريس في 18 ديسمبر 1918 قبل حكومة جمهورية أرمينيا الأولى باسم وكالة التلغراف الأرمينية (Հայաստանի հեռագրական գործակալություն). لعب سيمون فرتسيان دورًا رئيسيًا في إنشاء الوكالة. بعد الغزو السوفياتي لأرمينيا في عام 1920 تم تغيير اسمها إلى Armenkavrosta، وعرفت فيما بعد باسم Armenrosta وArmenta. تم تغيير اسمها إلى أرمينبريس عام 1972. خلال الفترة السوفيتية، من 1920 إلى 1991، كانت بمثابة «المصدر الرسمي المعتمد للمعلومات العامة» ، وتعمل تحت السيطرة المباشرة للحزب الشيوعي الأرمني.
تتعاون أرمينبريس مع رويترز ووكالة إيتار تاس (روسيا) وشينخوا (الصين). وهي عضو في جمعية البحر الأسود لوكالات الأنباء الوطنية.
دخلت العديد من الكلمات الجديدة التي صاغها أرمينبريس اللغة الأرمنية.